# Bautismo de Constantino
El bautismo de Constantino es una pintura del taller del artista renacentista italiano Rafael. Lo más probable es que la pintara Gianfrancesco Penni entre 1517 y 1524, pues tiene un tratamiento de los personajes muy característico y diferente al de Rafael. 
Después de la muerte del maestro en 1520, Penni trabajó con otros miembros del taller de Rafael para acabar el encargo de decorar las habitaciones que hoy son conocidas como Stanze di Raffaello, en el Palacio Apostólico en el Vaticano. Se ubica en la Sala di Costantino («Sala de Constantino»). 
La escena principal de este fresco, como el resto de los que están en la Estancia de Constantino, aparece como un tapiz en trampantojo, rodeado por otras figuras que quedarían a los lados y por encima y debajo del imaginario tapiz. Al lado izquierdo está una figura femenina coronada por una rama de olivo, representando la paz, según se puede leer en el pedestal pintado bajo ella (PAX), y a la izquierda, la Inocencia, con los senos desnudos y sosteniendo una paloma blanca en las manos, mirando hacia el lado contrario al Bautismo de Constantino.
En la pintura se ve al emperador Constantino I poco antes de su muerte, arrodillándose para recibir el sacramento del papa Silvestre I en el Baptisterio de Letrán. El pintor ha dado a Silvestre los rasgos de Clemente VII (1523-1534), el papa que había encargado que se finalizaran los frescos, después de que el trabajo se interrumpiera durante el papado de Adriano VI.
Aun intentando lograr el control y la serenidad típicos del Alto Renacimiento, la populosa escena demuestra la tendencia manierista hacia la complejidad y la discordancia, lo cual dificulta comprender la obra. Los personajes no están caracterizados de manera particular, teniendo rasgos similares y poco expresivos. La figura del papa no aparece aquí destacada, como en otros frescos de las Estancias. Los colores son, además, más apagados y tristes.